# Anish Kapoor
 (juin 2023).
 (juin 2023).
La mise en forme du texte ne suit pas les recommandations de Wikipédia : il faut le « wikifier ».
Les points d'amélioration suivants sont les cas les plus fréquents. Le détail des points à revoir est peut-être précisé sur la page de discussion.
- Les titres sont pré-formatés par le logiciel. Ils ne sont ni en capitales, ni en gras.
- Le texte ne doit pas être écrit en capitales (les noms de famille non plus), ni en gras, ni en italique, ni en « petit »…
- Le gras n'est utilisé que pour surligner le titre de l'article dans l'introduction, une seule fois.
- L'italique est rarement utilisé : mots en langue étrangère, titres d'œuvres, noms de bateaux, etc.
- Les citations ne sont pas en italique mais en corps de texte normal. Elles sont entourées par des guillemets français : « et ».
- Les listes à puces sont à éviter, des paragraphes rédigés étant largement préférés. Les tableaux sont à réserver à la présentation de données structurées (résultats, etc.).
- Les appels de note de bas de page (petits chiffres en exposant, introduits par l'outil «  Source ») sont à placer entre la fin de phrase et le point final[comme ça].
- Les liens internes (vers d'autres articles de Wikipédia) sont à choisir avec parcimonie. Créez des liens vers des articles approfondissant le sujet. Les termes génériques sans rapport avec le sujet sont à éviter, ainsi que les répétitions de liens vers un même terme.
- Les liens externes sont à placer uniquement dans une section « Liens externes », à la fin de l'article. Ces liens sont à choisir avec parcimonie suivant les règles définies. Si un lien sert de source à l'article, son insertion dans le texte est à faire par les notes de bas de page.
- La présentation des références doit suivre les conventions bibliographiques. Il est recommandé d'utiliser les modèles {{Ouvrage}}, {{Chapitre}}, {{Article}}, {{Lien web}} et/ou {{Bibliographie}}. Le mode d'édition visuel peut mettre en forme automatiquement les références.
- Insérer une infobox (cadre d'informations à droite) n'est pas obligatoire pour parachever la mise en page.

Pour une aide détaillée, merci de consulter Aide:Wikification.
Si vous pensez que ces points ont été résolus, vous pouvez retirer ce bandeau et améliorer la mise en forme d'un autre article.
Pour les articles homonymes, voir Kapoor.
Anish Kapoor, né le 12 mars 1954 à Bombay en Inde, est un artiste plasticien (principalement sculpteur) britannique spécialisé dans l'art d'installation et l'art conceptuel. Il est connu pour ses créations inspirées à la fois de la culture occidentale et de ses origines orientales. Parmi ses influences diverses peuvent être citées Mantegna, Joseph Beuys, Barnett Newman et Yves Klein.
Ses sculptures publiques les plus remarquables comprennent Cloud Gate (2006, également connue sous le nom de "The Bean") dans le Millennium Park de Chicago ; Sky Mirror, exposé au Rockefeller Center de New York en 2006 et Kensington Gardens à Londres en 2010 ; Temenos, à Middlehaven, Middlesbrough ; Leviathan, au Grand Palais de Paris en 2011 ; et ArcelorMittal Orbit.

## Biographie
Anish Kapoor naît d'un père hindou originaire du Pendjab, hydrographe de la marine indienne, et d'une mère née à Bagdad en Irak, dans une famille de confession juive, immigrée en Inde quand elle était âgée de quelques mois.
Anish Kapoor passe ses premières années à Bombay, puis à Dehra Dun où il étudie à l'école La Doon School. Dans les années 1970, il retourne dans son pays natal, l'Inde. En 1971-1973, il se rend en Israël, avec l'un de ses deux frères, pour vivre dans un kibboutz. Il commence à étudier le génie électrique mais rencontre des difficultés en mathématiques et quitte l'établissement au bout de six mois. Il décide alors de devenir artiste et part en 1973 pour la Grande-Bretagne au Hornsey College of Art (en) et à la Chelsea College of Arts où il est influencé par Paul Neagu (en).
Anish Kapoor vit et travaille à Londres depuis les années 1970. Il enseigne à Wolverhampton Polytechnic de 1979 à 1982 et expose à la Walker Art Gallery de Liverpool.

### Parcours artistique
Au début des années 1990, Anish Kapoor s'est révélé comme l'un des nombreux sculpteurs britanniques adoptant un nouveau style et gagnant une reconnaissance sur la scène internationale. On peut également citer dans le même mouvement Richard Wentworth, Tony Cragg, Richard Deacon, Anthony Gormley, Shirazeh Houshiary et Bill Woodrow.
Les œuvres de Kapoor sont généralement simples, de formes incurvées, monochromatiques et de couleurs intenses. Ses sculptures sont faites de matériaux variés, et sont percées de cavités sans fond, simulant un effondrement de l'espace. Elles évoquent l'infini et mettent en scène le vide et le plein. Le plus souvent, l'intention de l'artiste est de susciter chez le spectateur l'intérêt pour son travail sur de mystérieuses cavités sombres, étonnantes par leur taille et leur beauté épurée, tactiles, et fascinantes en raison de la réflexion de leurs surfaces[réf. nécessaire]. Ses premières œuvres étaient recouvertes, en totalité et sur le sol environnant, de poudres de pigments divers, pratique inspirée par l'abondance d'épices des marchés et temples son Inde natale. Ses travaux ultérieurs s'intéressent à de massives pierres issues de carrières, et jouant avec la dualité terre-ciel, matière-esprit, lumière-obscurité, visible-invisible, conscient-inconscient, mâle-femelle et corps-âme. Ces travaux récents sont basés sur des surfaces réfléchissantes et miroirs, renvoyant au spectateur une image déformée de lui-même et de l'environnement.
Depuis la fin des années 1990, Kapoor a produit un grand nombre d'œuvres gigantesques comme Taratantara (1999), une pièce de 35 mètres de longueur installée dans le Baltic Centre des Arts Contemporains à Gateshead en Angleterre, et Marsyas (2002) une œuvre d'acier et de PVC installée dans la salle des turbines de la Tate Modern. Une arche de pierre de Kapoor est en résidence permanente sur les rives du lac de Lodingen dans le nord de la Norvège. En 2000, une des œuvres de Kapoor, Parabolic Waters, consistant en une roue d'eaux colorées tournant rapidement a été exposée en dehors du Dôme du millénaire de Londres. En 2001, Sky Mirror, un large miroir reflétant le ciel et les alentours a été commandé par la ville de Nottingham. En 2004, Cloud Gate, une sculpture d'acier inoxydable d'environ 100 tonnes a été inaugurée au Millennium Park de Chicago.

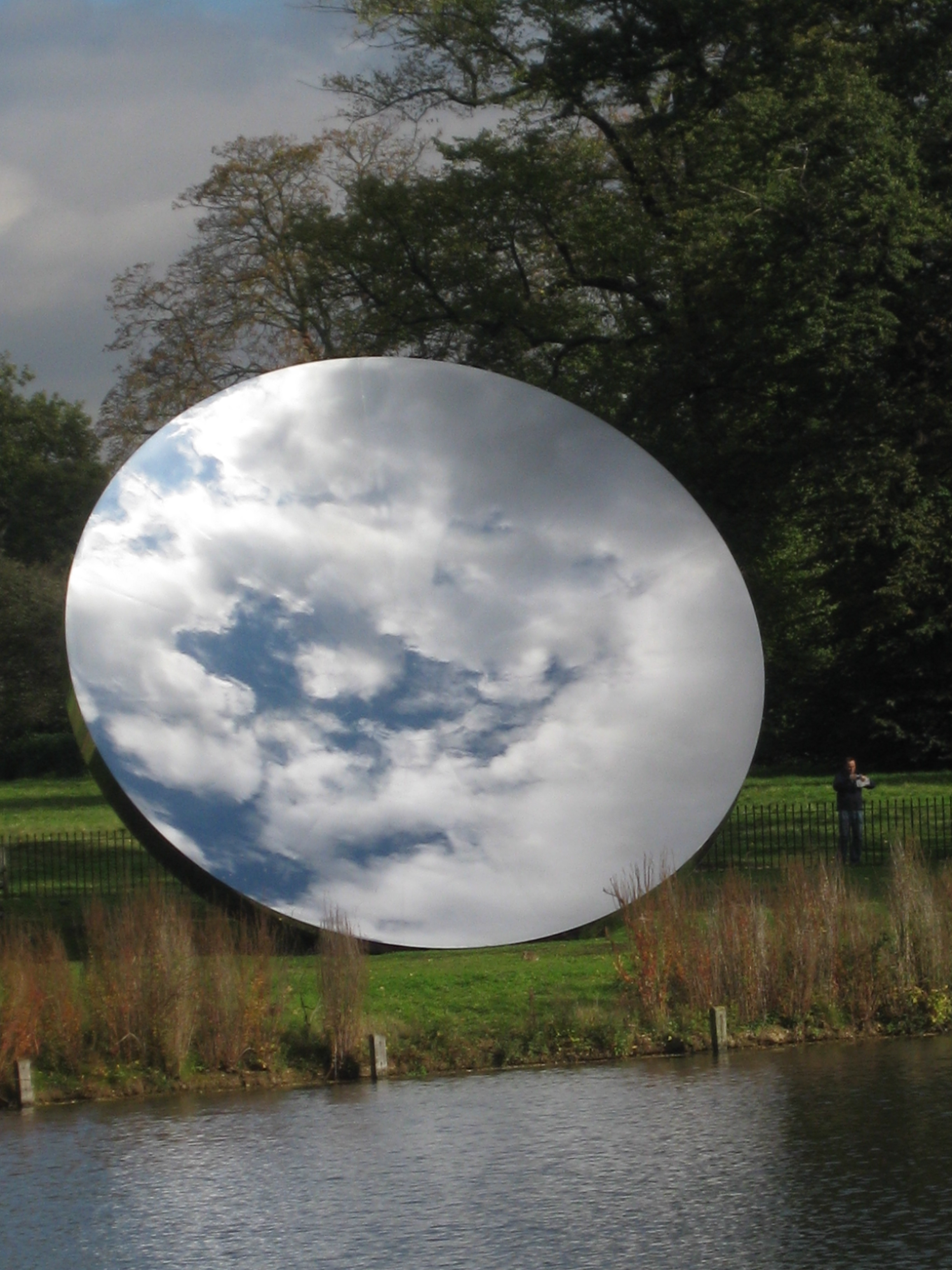
Le Sky Mirror au Kensington Gardens à Londres.

À l'automne 2006, un autre vaste miroir, version plus grande du Sky Mirror, a été installé au Rockefeller Center à New York. Un mémorial conçu par Kapoor et dédié aux victimes britanniques des attentats du 11 septembre 2001 devrait être bientôt installé à New York. Les travaux d'Anish Kapoor sont de plus en plus à la frontière entre l'art et l'architecture comme le montre son investissement dans l'élaboration du design d'une station du métro de Naples en Italie. Kapoor collabore également avec des artistes du spectacle vivant, tels que le danseur contemporain Akram Khan pour lequel il a réalisé les décors de quelques chorégraphies.
Anish Kapoor a représenté le Royaume-Uni à la Biennale de Paris en 1985 et à la Biennale de Venise en 1990 où il a été récompensé par un Premio Duemila. L'année suivante il gagne le prestigieux Turner Prize. Il a été également l'artiste d'expositions individuelles majeures de la Tate et Hayward Gallery de Londres, de la Kunsthalle Basel en Suisse, du musée de la Reine Sofía de Madrid, de la National Gallery d'Ottawa, du musée des arts contemporains de Grand-Hornu en Belgique, et du CAPC de Bordeaux. Ses œuvres font partie des collections des plus grands musée d'art contemporain comme le Museum of Modern Art de New York, la Tate Modern de Londres, la Fondation Prada de Milan, le musée Guggenheim de Bilbao, la fondation De Pont aux Pays-Bas et le musée d'art contemporain du XXIe siècle de Kanazawa au Japon. En 2011, il est l'artiste invité à l'exposition Monumenta au Grand-Palais à Paris. Il reçoit cette même année le prix Praemium Imperiale 2011.
Anish Kapoor a été invité, un peu avant l'été 2015, à exposer des œuvres monumentales dans les jardins du château de Versailles, afin de célébrer le tricentenaire de la mort de Louis XIV. L'exposition, dénommée Kappour Versailles a lieu du 9 juin 2015 au 1er novembre 2015. Cette exposition est composée de 6 œuvres : 5 sont placées à l'extérieur (Sectional Body preparing for Monadic Singularity, Dirty Corner, C-Curve, Sky Mirror, Descension) et la dernière, Shooting into the Corner, à l'intérieur dans la salle du Jeu de paume. Il s'agissait en fait d'une provocation délibérée, puisque, avant l'inauguration, Anish Kapoor a pris soin de préciser au JDD que Shooting into the Corner était un phallus et Dirty Corner le vagin de la reine. Il n'en a pas fallu plus pour lancer le scandale. Ces sculptures, qui ont reçu un accueil très contrasté,, ont aussi acquis une dimension politique. Les éléments de la sculpture Dirty Corner ont été tagués par des phrases antisémites en septembre 2015, que l'artiste a souhaité conserver à titre de témoignages,.
En 2022, lors de la Biennale de Venise, Anish Kapoor expose aux Galeries de l'Académie et au palais Manfrin. Cette exposition est une rétrospective de sa carrière.

## Brevet

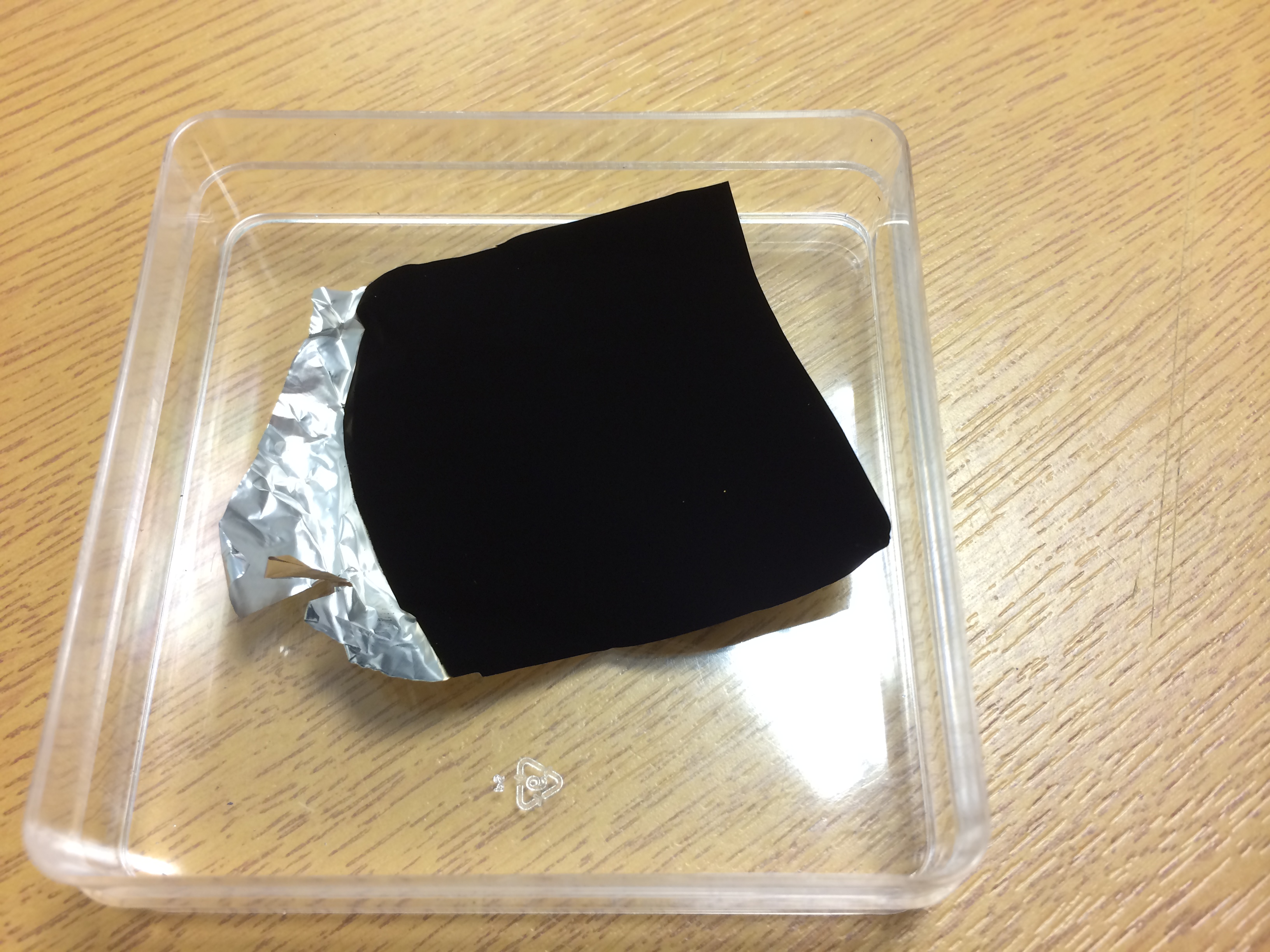
Feuille d'aluminium froissée recouverte de Vantablack

Le 27 février 2016, Anish Kapoor devient le propriétaire du brevet du Vantablack, une variété de noir inventée par une société britannique Surrey NanoSystems. Ce noir ayant la propriété d'absorber 99,965 % de la lumière, il rend difficile la perception des reliefs sur les surfaces qui en sont recouvertes et évoque un trou obscur sur celles-ci. C'est toutefois la première fois qu'une personne achète le droit exclusif d'une matière pour un usage artistique.
Il s'assure ainsi l'exclusivité de l'usage de ce noir dans le domaine artistique. Certains artistes voient là une dérive abusive du pouvoir de l’argent et des fantasmes de propriétaire.

## Interdictions
En réaction, Anish Kapoor n'a pas le droit d'utiliser le PINK (« la couleur rose la plus rose au monde ») de l'artiste Stuart Semple ; il est demandé aux acheteurs de cette couleur de notamment certifier : « you are not Anish Kapoor, you are in no way affiliated to Anish Kapoor, you are not purchasing this item on behalf of Anish Kapoor or an associate of Anish Kapoor » (« Vous n'êtes pas Anish Kapoor, n'êtes pas affilié d'une quelconque manière à Anish Kapoor, n'achetez pas cet objet pour Anish Kapoor ou un associé de Anish Kapoor »),.

## Prix et distinctions

### Prix
- 1991 : Prix Turner[2]
- 2011 : Praemium Imperiale
- 2017 : Prix Genesis[17]

### Distinctions
- 1999 : Élu membre de l'Académie royale des Arts (le 26 mai)[18]
- 2003 : Commandeur de l'ordre de l'Empire britannique[19] et Knight Bachelor en 2013
- 2012 : Padma Bhushan
- 2014 : Docteur honoris causa de l'université d'Oxford

## Œuvres
- Descent Into Limbo (1992)
- Mountain (1995)
- Her Blood (1998), sculpture en acier poli qui reflète tout l’espace environnant
- Sky Mirror (2001), miroir concave à Nottingham puis en 2006, nouvelle version au Rockefeller Center de New York
- Sans titre (2001), musée national d'Art moderne, Paris
- My Red Homeland (2003), présentée en Autriche et en France[20] au Musée d'art moderne et contemporain de Saint-Étienne Métropole
- Ishi's Light (2003) résine et laque, 3 150 × 2 500 × 2 240 mm, Tate Modern, Londres
- Cloud Gate (2004), au Millennium Park de Chicago
- Marsyas, qui a créé l'évènement à la Tate Modern
- Leviathan, une sculpture cubique en plâtre
- Melancholia (2005), 36 mètres de long pour une hauteur de 6,80 mètres, inspirée par le musée des Arts contemporains de la Fédération Wallonie-Bruxelles sur le site du Grand-Hornu
- Sister (2005), forme en creux qui émane de la blancheur du mur, fibre de verre, plâtre, peinture, 180 × 180 × 50 cm, musée d'arts de Nantes
- Svayambh (2007), un bloc de cire rouge circulant sur des rails situés à 1,50 m du sol dans le musée des beaux-arts de Nantes dans le cadre d'Estuaire
- Sans Titre (2008)
- Dismemberment, Site 1 (2009), Gibbs Farm
- Le grand arbre et l'œil (2009), musée Guggenheim de Bilbao
- Leviathan (2011), sculpture monumentale gonflée en PVC rouge, réalisée pour Monumenta 2011
- Tour Orbit (2011), tour métallique, emblème des Jeux olympiques d'été de 2012 de Londres
- Dirty Corner (2011), réalisée à Milan, puis exposée en 2015 dans les jardins du château de Versailles

### Source
- (en) Cet article est partiellement ou en totalité issu de l’article de Wikipédia en anglais intitulé « Anish Kapoor » (voir la liste des auteurs).